# J. Manuel Nazareth
Joaquim Manuel Pantoja Nazareth (Évora, 6/08/1942) é Professor Catedrático Jubilado da Faculdade de Ciências Sociais e Humanas da Universidade Nova de Lisboa, instituição da qual foi Director, tendo também sido Vice-Reitor da Universidade.
É um dos seus primeiros professores catedráticos, onde fez vários discípulos nas áreas de Demografia e de Ecologia Humana, tendo diversas obras escritas e publicadas na área da Demografia.
Em Junho de 1976, passou a integrar, como colaborador externo, o Gabinete de Investigação e Acção Social. É na revista deste Gabinete – a Análise Social – e na Revista Economia e Sociologia (ISESE – Évora), que foi publicada grande parte dos seus artigos de natureza metodológica e científica. Em Novembro de 1982 (até Dezembro de 1986), em conjunto com Adérito Sedas Nunes e Mário Murteira, integrou a equipa encarregada da transformação do Gabinete de Investigação e Acção Social, no Instituto de Ciências Sociais da Universidade de Lisboa, desempenhando as funções de investigador-coordenador do Instituto de Ciências Sociais da Universidade de Lisboa.
Leccionou, na UNL, Demografia, Prospectiva e Ecologia Humana e dirigiu o Mestrado e o Certificado Internacional em Ecologia Humana da NOVA. Foi membro do Conselho Directivo do Instituto Nacional de Estatística e Gestão de Informação - ISEGI, sediado na Faculdade de Economia da Universidade Nova de Lisboa.
Leccionou também na Universidade de Évora, tanto na licenciatura em Sociologia como nos Mestrados em Sociologia e Ecologia Humana.
Participa de projectos nacionais e internacionais na área da Demografia, Prospectiva e Ecologia Humana e atua como investigador do Centro de Estudos da População, Economia e Sociedade da Universidade do Porto – CEPESE.